# Сухоречка (Башкортостан)
Сухоречка (баш. Сухоречка) — село в Бижбулякском районе Республики Башкортостан Российской Федерации. Центр Сухореченского сельсовета.

## География

### Географическое положение
Расстояние до:
- районного центра (Бижбуляк): 60 км,
- ближайшей ж/д станции (Приютово): 27 км.

## История
Основано после Крестьянской реформы 1861 на терр. Белебеевского уезда переселенцами из Курской губ. под назв. Княжья Гора. Было известно также как Сухая Речка, Марьино. В 1865 в 32 дворах проживало 167 человек. Занимались земледелием, скот‑вом. В 1906 зафиксированы земская школа, бакалейная лавка, хлебозапасный магазин. С 30‑х гг. совр. название. С 50‑х гг. учитывалось как посёлок, с 2005 совр. статус.

## Население
| 2002 | 2009 | 2010 |
| ---- | ---- | ---- |
| 855  | ↘823 | ↘775 |

Согласно переписи 2002 года, преобладающие национальности —  татары (34 %), русские (31 %),.Нас.: в 1906 — 286 чел.; 1920 — 331; 1939 — 320; 1959 — 685; 1989 — 938; 2002 — 855; 2010 — 775 человек. Живут татары, русские (2002).

## Образование
Есть ср. школа, детсад, фельдшерско-акушерский пункт, ДК, библиотека. 
1.Муниципальное общеобразовательное бюджетное учреждение средняя общеобразовательная школа с.Сухоречка.
2. Детский сад "Радуга"
3. Сухореченский ФАП
4.Сухореченский сельский Дом культуры. 
5.Библиотека. 
6.Местная мусульманская религиозная организация «Махалля №1574»

## Религия
В селе есть мечеть.